# Idared

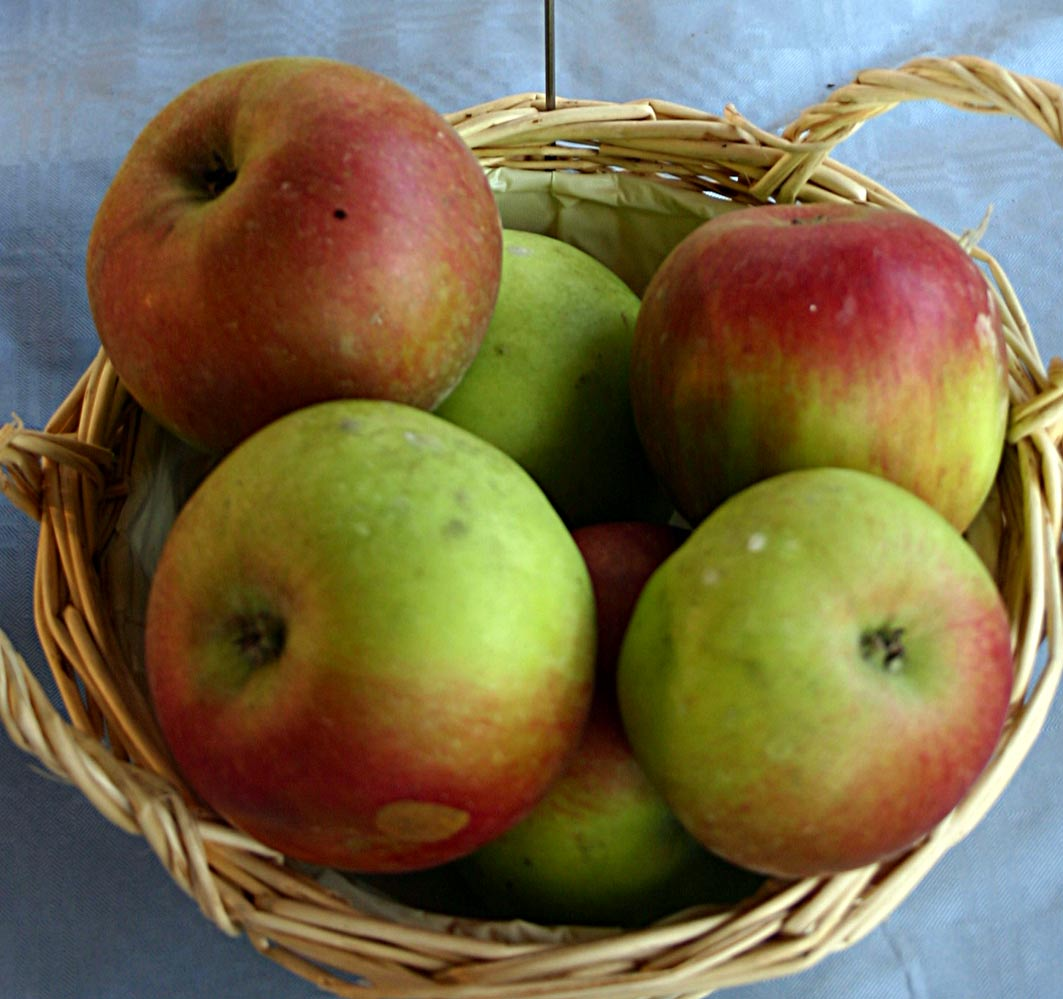
Idared

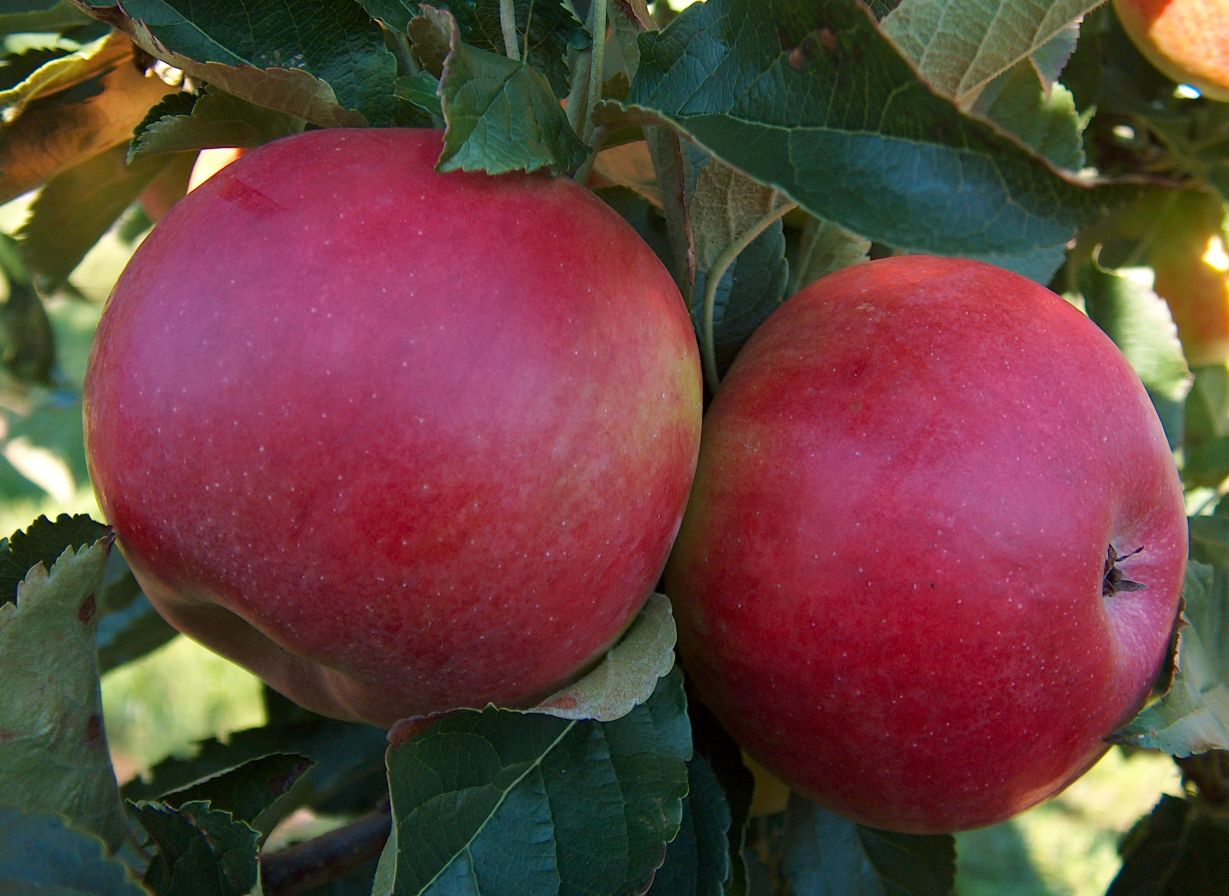
Idared-äpplen hängande i ett träd

Idared är en äppelsort (vinteräpple) vars ursprung är Moscow, Idaho, USA. Äpplet är resultatet av en korsning mellan Jonathan och Wagener. Fruktköttet är torrt, och har en smak som är svagt söt och aningen syrlig. Äpplet passar både som ätäpple och till bakning och matlagning. Idared pollineras av bland annat Aroma, Cox Orange, Filippa, Ingrid Marie, James Grieve, Lobo och Transparente blanche. I Sverige odlas Idared gynnsammast i zon 1.